# ناحیه گود هوپ، شهرستان ایتاسکا، مینه سوتا
ناحیه گود هوپ (به انگلیسی: Good Hope Township) یک منطقهٔ مسکونی در ایالات متحده آمریکا است که در شهرستان ایتاسکا، مینه‌سوتا واقع شده‌است.
 ناحیه گود هوپ ۸۹٫۸ کیلومتر مربع مساحت و ۹۹ نفر جمعیت دارد و ۴۰۳ متر بالاتر از سطح دریا واقع شده‌است.